# Каманин, Александр Михайлович
Александр Михайлович Каманин (1905—1989) — советский художник-живописец и пейзажист. Член Союза художников СССР (1936). Заслуженный деятель искусств РСФСР (1956). Народный художник РСФСР (1976).

## Биография
Родился 14 марта 1905 года в селе Василёво, Нижегородской губернии.
С 1927 года работал художником-оформителем в клубе судостроительного завода «Красное Сормово» и одновременно учился в художественной студии. С 1935 года постоянный участник зональных — 1964, 1967, 1970, 1974, 1980 и 1985 годах, республиканских — 1949, 1954, 1960, 1965, 1967, 1970, 1975 и 1980 годах и всесоюзных художественных выставок — 1950, 1952, 1957, 1967 и 1980 годах. Участник персональных выставок в 1955, 1959, 1960, 1965, 1970, 1980, 1985, 1993 и 1995 годах в таких городах как: Москва, Нижний Новгород, Тверь, Кострома и Ярославль.
С 1945 по 1951 годы обучался в Московском художественном институте имени В. И. Сурикова, его учителями в институте были такие педагоги как — Ф. П. Решетников, П. П. Соколов-Скаля и В. Г. Цыплаков.
Основные художественные произведения А. М. Каманина: 1946 год — «Город Горький в феврале», 1954 год — «Ледоход на Волге», 1961 год — «Роща в феврале», 1964 год — «Теплом повеяло», 1970 год — «После дождя» и «Первый снежок», 1973 год — «Весеннее пробуждение», «Вода стынет» и «Зима на родине В. П. Чкалова», 1974 год — «Весна идет», «Весной повеяло» и «У самого моря горьковского». Наиболее значимые работы А. М. Каманина находятся в Государственном Русском музее, Нижегородском художественном музее, Брянском музее изобразительных искусств и Пермской государственной художественной галерее.
С 1936 года А. М. Каманин является членом Союза художников СССР. С 1946 по 1960 годы — председатель Правления Горьковского отделения Союза художников РСФСР.
В 1956 году Указом Президиума Верховного Совета РСФСР А. М. Каманину было присвоено почётное звание — Заслуженный деятель искусств РСФСР, в 1976 году — Народный художник РСФСР.
Умер 20 мая 1989 года в Горьком. Похоронен на кладбище «Марьина Роща».

## Награды
- Орден Знак Почёта (1967)

### Звания
- Народный художник РСФСР (1976 — «за большие заслуги в области искусства»)
- Заслуженный деятель искусств РСФСР (1956)

## Память
На доме № 19 по Верхне-Волжской набережной Нижегородского района города Нижний Новгород, где жил А. М. Каманин установлена мемориальная доска.